# Forcé

Forcé este o comună în departamentul Mayenne, Franța. În 2009 avea o populație de 1,009 de locuitori.